# Santa Coloma de Cervelló
Santa Coloma de Cervelló es una localidad y municipio español de la comarca del Bajo Llobregat, en la provincia de Barcelona, comunidad autónoma de Cataluña.
El municipio está formado por el Casco Antiguo, con las barriadas de Can Lluch y Plà de les Vinyes, la Colonia Güell, formada por el recinto industrial y la zona residencial fundadas a principios de siglo pasado por el empresario Eusebi Güell, las urbanizaciones de Can Via, Cesalpina, Sant Roc y el barrio Colomer.
El municipio de Santa Coloma de Cervelló está situado en la ribera derecha del río Llobregat, en la falda de la montaña de Montpedrós (también llamada Sant Antoni por el santo al que está dedicada la ermita que hay), y se extiende hasta los contrafuertes orientales del macizo del Garraf. 
El municipio comprende una parte plana, la más cercana al río Llobregat, ocupada por cosechas de regadío que se proveen del Canal de la Derecha del Llobregat. El lado de poniente comprende una parte montañosa con bosques que se alternan con cultivos de secano.
Hoy Santa Coloma de Cervelló basa la economía en una variada industria con sectores como el metalúrgico, el químico y también la construcción, aunque se orienta hacia el sector de servicios, con un incremento importante del comercio. La agricultura, aun encontrándose en una situación de regresión, es aún importante.
Santa Coloma de Cervelló limita con los municipios de San Baudilio de Llobregat, Torrellas de Llobregat, San Vicente dels Horts, San Feliu de Llobregat y San Juan Despí.

## Demografía
Santa Coloma de Cervelló cuenta con una población de 8335 habitantes (INE 2024).
| Gráfica de evolución demográfica de Santa Coloma de Cervelló entre 1842 y 2021                                        |
| |
| Población de derecho según los censos de población del INE. Población de hecho según los censos de población del INE. |

## Monumentos y lugares de interés
- Cripta de la Colonia Güell
- Torre Salbana. Construcción de los siglos X y XI.